# نادي النصر (مصر)
نادي النصر الرياضي هو نادي رياضي واجتماعي مصري تأسس عام 1958، ويلعب في الدوري المصري الدرجة الثانية تحت قيادة المدير الفني شيكابلا.

## التاريخ
نادى النصر الرياضي من أعرق الأندية بجمهورية مصر العربية يقع في ميدان المحكمة بحي مصر الجديدة بمحافظة القاهرة.
تأسس نادى النصر الرياضي عام 1958 وقد تطور هذا النادى تطوراً كبيراً حيث تحول من مقابر إلى نادي كبير.
وخرج من نادى النصر  العديد من اللاعبون العظماء وعلى رأسهم الكابتن محمود الخطيب نجم منتخب مصر والنادي الأهلي ، ونجم نادي المقاولون العرب اللاعب محمد خلف، واللاعب كريم الضو نجم نادي الإسماعيلي ، واللاعب أسلام عيسي نجم نادي المصري ، وغيرهم.

## الإستاد
ستاد النصر هو ستاد متعدد الأغراض، ويستخدم حاليا في الغالب في تدريبات فريق كرة القدم الأول بالإضافة إلى تراك الملعب يستخم في تدريبات فرق ألعاب القوى ، وهناك أيضاً عدة ملاعب أخرى مثل ملعب لفرق كرة السلة وملعبين لفرق الكرة الطائرة وملعبين لفرق كرة اليد وملاعب نجيل صناعي سباعي وسداسي وخماسي، بالإضافة إلى ثلاث حمامات سباحة وأربعة ملاعب التنس.
كما يوجد هناك صالات لألعاب الكاراتيه والـكونج فو والتايكوندو والجودو وتنس الطاولة والبلياردو والإسكواش.

## رؤساء النادي
- اشرف لطفي (2024 حتي الآن )
- عمرو عبد الحق من 2017 حتي 2024
- سحر عبد الحق ( الرئيس الأسبق )
- البدرى الضبع
- عادل حسين عثمان
- محمود روما